# خیابان اجور
خیابان اجور (انگلیسی: Edgware Road) یک خیابان در لندن، انگلستان است.
این خیابان که در سال شهر وست‌مینستر قرار دارد از شمال به ناحیه اجور و از غرب به ماربل آرچ منتهی میشود، خیابان اجور ۱۴ کیلومتر طول دارد.

## ترابری

### قطار
- ایستگاه ماریلبون
- ایستگاه پادینگتون
- کریکلوود
- هندون

### متروی لندن
- خیابان اجور (خط بیکرلو)
- خیابان اجور (خط سیرکل) (خط سیرکل، خط ناحیه متروی لندن و خط همرسمیت و سیتی)
- ماربل آرچ (خط مرکزی متروی لندن)
- ماریلبون (خط بیکرلو)
- پادینگتون (خط‌های بیکرلو، سیرکل، ناحیه و همرسمیت و سیتی)
- کیلبرن (خط جوبیلی)

### متروی زمینی
- کیلبرن های رود
- بروندزبوری